# Дирдорф
Дирдорф (њем. Dierdorf) град је у њемачкој савезној држави Рајна-Палатинат. Једно је од 62 општинска средишта округа Нојвид. Према процјени из 2010. у граду је живјело 5.899 становника. Посједује регионалну шифру (AGS) 7138012.

## Географски и демографски подаци
Дирдорф се налази у савезној држави Рајна-Палатинат у округу Нојвид. Град се налази на надморској висини од 240 метара. Површина општине износи 31,9 km². У самом граду је, према процјени из 2010. године, живјело 5.899 становника. Просјечна густина становништва износи 185 становника/km².

## Међународна сарадња
| Мјесто   | Држава    | Врста сарадње | Од    |
| -------- | --------- | ------------- | ----- |
|          | Пољска    | партнерство   | 1996. |
| Куртизол | Француска | партнерство   | 1995. |
| Извор    |           |               |       |